# Kaučuk
Za druge upotrebe, pogledajte Veštačka guma i Automobilska guma
Guma ili kaučuk (Prirodna guma, Indijska guma) je elastomer (elastični ugljovodonični polimer) koji je originalno izveden iz lateksa, mlečnog koloida koga proizvode neke biljke. Na biljkama se napravi zarez u kori. Lepljivi, mleku slični lateks se sakuplja i potom prerađuje u gumu. Prečišćena forma kaučuka je polizopren, koji se može proizvesti i sintetičkim putem. Prirodna guma se ekstenzivno koristi u mnogobrojnim proizvodima. Ona je normalno veoma rastegljiva, fleksibilna i izuzetno vodootporna.
Prirodna guma se ekstenzivno koristi u mnogim vidovima primene i proizvodima, bilo sama ili u kombinaciji sa drugim materijalima. U većini svojih korisnih formi, ona ima veliki odnos istezanja, visoku elastičnost i ekstremnu vodootpornost.

## Istorija
Otkrićem Amerike 1491. godine Evropljani su upoznali pored  kukuruza, krompira i smolasto-elastičnu smesu, nazvanu kaučuk. Tamošnja plemena, među kojima su pleme Inka i Maja, pravili su od kaučuka obuću, posude za vodu, lopte itd., što se danas susreće kod plemena u dolini reke Amazon.
Pradomovina kaučukonosne biljke (Hevea brasiliensis) je Brazil, a danas ovu biljku uzgajaju plantažno gotovo u svim područjima žarkog pojasa. Mlečni sok, koji curi iz zasečenog stabla heveje nazivamo lateks. Zgrušavanjem tog mlečnog soka nastaje kaučuk, a ova reč potiče od urodjeničke reči „Cahuchu“, što označava drvo koje plače.
Prvi komadi dovezenog kaučuka u Evropu poslužili su kao vrlo zanimljiva stvar prikazivana na vašarima, dok su naučnici vršili ispitivanja kako bi otkrili mogućnost njegove primene u praktične svrhe. Šarl Mari de la Kondamin je predstavio uzorke gume Kraljevskoj akademiji nauka Francuske 1736. godine Godine 1751, on je sa Fransoa Fresnom objavio publikaciju 1755. u kojoj su opisana mnoga svojstva gume. To se smatra prvim naučnim radom o gumi.
Pokušano je pravljenje nepromočivih kišnih kabanica od platna premazanog rastvorom kaučuka. Velika lepljivost kaučuka pri sobnoj, a naročito pri nešto višoj temperaturi, onemogućila je veću primenu ovog proizvoda. Engleski naučnik Džozef Pristli primetio je 1770. godine, da kaučuk briše trag olovke, za šta ga je i preporučio, pa se stoga i danas u Engleskoj i Americi kaučuk naziva rubber, što između ostalog znači i „gumica za brisanje“.
Prvi pronalazak u procesu prerade kaučuka bilo je masticiranje, tj. pretvaranje elastičnog kaučuka gnječenjem među valjcima u plastičnu masu. Tako gnječeni kaučuk mnogo se lakše otapao u benzinu, benzolu i drugim organskim rastvaračima. Ovaj pronalazak delo je Tomasa Hankoka iz Engleske, godine 1820.
Plastičnom kaučuku dodavane su razne hemikalije uz izlaganje različitim uslovima. Tako je 1839. godine Čarls Gudjir opazio da kaučuk sa dodatkom sumpora, zagrevanjem, daje smesu koja pokazuje znatno izmenjena svojstva. Kasnije je ovaj spoj kaučuka i sumpora dobio ime guma, a sam proces nazvan je vulkanizacija. Guma za razliku od kaučuka ne pokazuje veću lepljivost i usled povećanja temperature, a pored toga njena čvrstina takođe se povećava.
U prvo vreme najveću primenu ima guma kao elektroizolacioni materijal. Nagli porast proizvodnje gume javlja se pojavom i razvojem automobila. Prve autogume bile su od pune gume, a od 1888. godine prema patentu Dunlopa primenjuju se kao i danas gume ispunjene vazduhom. Najveća količina kaučuka danas se primenjuje za izradu pneumatika, gde je nezamenljiv.
Uvidevši vrednost kaučuka brazilske vlasti zabranile su izvoz semenki i mladica heveje pod pretnjom smrtne kazne. Uprkos zabrani Englez Henri Vikam uspeo je oko 1860. godine, pod izgovorom da kupuje orhideje, nakupiti veću količinu semenki i mladica. Pokušaj uzgajanja heveje u botaničkom vrtu kraj Londona zbog hladne klime nije uspeo, pa je ostatak semenki i mladica prenet na otok Cejlon (današnja Šri Lanka). Uskoro zatim javljaju se plantaže heveje na čitavom Malajskom Arhipelagu, koji je i danas najveći proizvođač kaučuka.
U Indiji, komercijalnu kultivaciju uveli su britanski plantažeri, iako su eksperimentalni napori na uzgoju gume u komercijalnim razmerama započeli još 1873 u botaničkoj bašti Kolkate. Prve komercijalne plantaže stabala roda Hevea su uspostavljene u Tatekadu u Kerali 1902. godine. Tokom kasnijih godina su plantaže proširene na Karnataku, Tamil Nadu i Andamani i Nikobari ostrva Indije. Indija je u današnje vreme treći proizvođač po veličini i četvrta po potrošnji.
U Singapuru i Maleziji se za kommercijalnu produkciju zalagao Ser Henri Nikolas Ridli, koji je služio kao prvi naučni direktor Singapurske botaničke bašte od 1888 do 1911. On je distribuirao seme kaučuka mnogim uzgajivačima i razvio je prve tehnike za zarezivanje stabala radi ektrakcije lateksa bez uzrokovanja ozbiljnih oštećenja drveta. Zbog njegove vatrene promocije ove kulture, on je popularno zapamćen po nadimku „Zaluđeni Ridli” (engl. Mad Ridley).

## Hemijska struktura
Lateks je polimer cis-1,4-poliizoprena – sa molekulskom težinom od 100.000 do 1.000.000 daltona. Tipično, mali procenat (do 5% suve mase) drugih materijala, kao što su proteini, masne kiseline, rezini, i neorganski materijali (soli) je prisutan u prirodnoj gumi. Poliizopren isto tako može da bude formiran sintetičkim putem, čime nastaje ono što se ponekad naziva „sintetičkom prirodnom gumom”. Sintetički i prirodni pristupi sintezi su različiti. Neki prirodni izvori gume, kao što je gutaperča, se sastoje od trans-1,4-poliizoprena, strukturnog izomera koji ima slična svojstva.
Prirodna guma je elastomer i termoplastika. Kada se guma vulkanizira, ona postaje reaktoplast. Većina guma u svakodnevnom životu je vulkanizirana do stepena u kome ima oba svojstva; i.e., ako se zagreva i hladi, ona se degradira ali ne biva uništena.
Finalna svojstva gumenog predmeta ne zavise samo od polimera, nego i od modifikatora i punilaca, kao što je čađ, faktis i drugi.

### Biosinteza
Čestice gume se formiraju u citoplazmi specijalizovanih ćelija unutar biljke koje stvaraju lateks, zvanih mlečnice. Čestice gume su okružene jednoslojnom fosfolipidnom membranom sa hidrofobnim repovima usmerenim ka unutrašnjosti. Membrana omogućava biosintetičkim proteinima da budu sekvesterani na površinu rastućih čestica gume, što omogućava dodavanje novih monomernih jedinica sa spoljašnjosti membrane, ali unutar mlečnice. Čestica gume je enzimatski aktivan entitet koji sadrži tri sloja materijala, gumenu česticu, biomembranu i slobodne monomerne jedinice. Biomembrana je čvrsto pripijena uz gumenu srž usled visokog negativnog naelektrisanja duž dvostrukih veza osnove gumenog polimera. Slobodne monomerne jedinice i konjugovani proteini sačinjavaju spoljašnji sloj. Prekurzor gume je izopentenil pirofosfat (jedno alilno jedinjenje), koje se produžava pomoću Mg2+-zavisne kondenzacije posredstvom gumene transferaze. Monomer se dodaje na pirofosfatni kraj rastućeg polimera. Ovim procesom se zamenjuje terminalni visokoenergetski pirofosfat. Reakcija proizvodi cis polimer. Korak uvođenja monomera je katalizovan preniltransferazom, koja konvertuje tri monomera izopentenil pirofosfata u farnezil pirofosfat. Farnezil pirofosfat se može vezati za transferazu gume radi produžavanja rastućeg gumenog polimera.
Neophodni izopentenil pirofosfat se dobija iz mevalonatnog puta, gde je izveden iz acetil-KoA u citosolu. U biljkama, izopren pirofosfat se isto tako može dobiti iz 1-deoks-D-ksiluloza-5-fosfat/2-C-metil-D-eritritol-4-fosfat puta unutar plazmida. Relativni odnos farnezil pirofosfat inicijatorske jedinice i izoprenil pirofosfat elongacionog monomera određuje odnos brzine sinteze novih čestica u odnosu na produživanje postojećih čestica. Mada je poznato da je sinteza gume posredovana samo jednim enzimom, ekstrakti lateksa sadrže brojne proteine male molekulske mase nepoznate funkcije. Pretpostavlja se da ti proteini služe kao kofaktori, jer se brzina sinteze umanjuje kad se oni potpuno uklone.

## Literatura
- Ascherson, Neal (1999) [1963]. The King Incorporated. Allen & Unwin. ISBN 978-1-86207-290-9.
- Petringa, Maria (2006). Brazza, A Life for Africa. Bloomington, IN: AuthorHouse. ISBN 978-1-4259-1198-0.
- S.K. De, J.R. White (1996). Rubber Technologist's Handbook. Smithers Rapra Press. ISBN 978-1-85957-262-7.
- Ali, Muhammad Fadzli, et al. "The dynamics of rubber production in Malaysia: Potential impacts, challenges and proposed interventions." Forest Policy and Economics 127 (2021): 102449.
- Brydson, J.A. (1988). Rubbery Materials and their Compounds. Springer Netherlands. ISBN 978-1-85166-215-9.
- Hobhouse, Henry (2005) [2003]. Seeds of Wealth: Five Plants That Made Men Rich. Shoemaker & Hoard. стр. 125—185. ISBN 978-1-59376-089-2.
- Hochschild, Adam (2002). King Leopold's Ghost: A Story of Greed, Terror, and Heroism in Colonial Africa. Pan. ISBN 978-0-330-49233-1.
- Morton, M. (2013). Rubber Technology. Springer Science & Business Media. ISBN 978-94-017-2925-3.
- Dean, Warren. (1997) Brazil and the Struggle for Rubber: A Study in Environmental History. Cambridge University Press.
- Grandin, Greg. Fordlandia: The Rise and Fall of Henry Ford's Forgotten Jungle City. Picador Press 2010.  978-0312429621
- Weinstein, Barbara (1983) The Amazon Rubber Boom 1850–1920. Stanford University Press.
- Tully, John A. The Devil’s Milk; A Social History of Rubber. New York: Monthly Review Press, 2011.

## Spoljašnje veze
- Istorijat gume